# Cerro de Valdemartín
El Cerro de Valdemartín es una montaña de las más altas de la sierra de Guadarrama (sierra perteneciente al sistema Central), con una altura de 2280 m s. n. m., y también es el segundo pico más alto de la Cuerda Larga, después de las Cabezas de Hierro. Se encuentra en el límite entre los términos municipales de Manzanares el Real, al sur, y Rascafría, al norte, ambos de la zona noroeste de la Comunidad de Madrid (España). Tiene una prominencia de 129 metros.

## Geografía

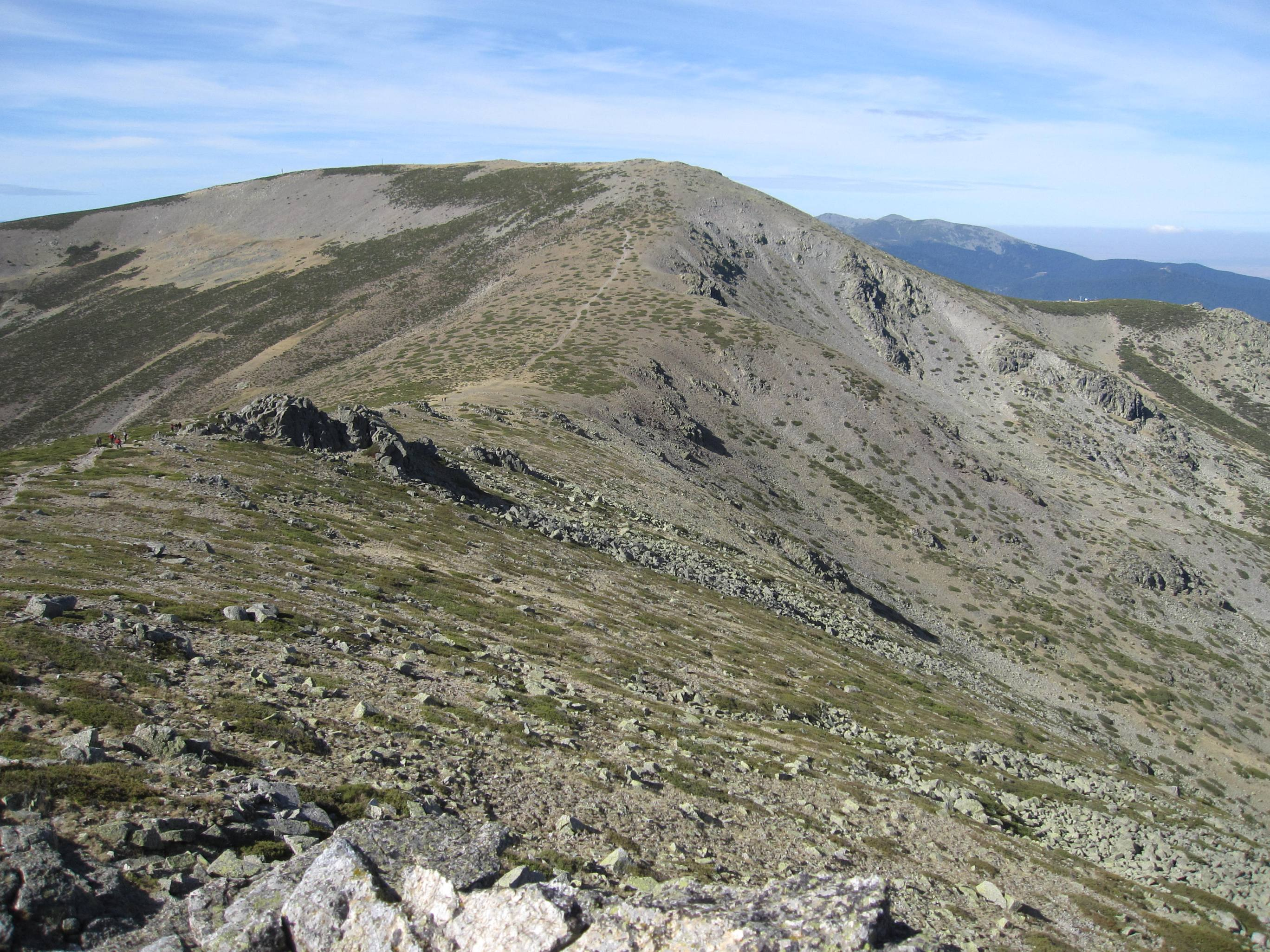
Cara noreste del Cerro de Valdemartín vista desde la cima de Cabeza de Hierro Menor.

El Cerro de Valdemartín tiene un perfil redondeado, visible desde una gran distancia. En la zona suroeste, muy cerca de la cumbre, está el ventisquero de la Condesa, un lugar ubicado a 2000 metros de altitud donde emanan varias fuentes de agua que dan lugar al nacimiento del río Manzanares. La vertiente sur de esta montaña está dentro del Parque Regional de la Cuenca Alta del Manzanares, el valle del Lozoya está en su cara norte y en la ladera noroeste hay pistas de la estación de esquí de Valdesquí. Una de las pistas de esta estación toma el nombre de "Valdemartín" en honor a esta montaña. La cumbre es muy pedregosa, y a medida que bajamos, los bosques de pino silvestre, en la ladera norte, y las zonas de arbustos van ganando terreno. 

## Ascensión
El ascenso, que no entraña grandes dificultades, se realiza por un cómodo camino que sale del aparcamiento de la estación de esquí de Valdesquí (1860 m), asciende en dirección sureste bordeando las pistas de esquí y llega a la cumbre después de tres km de trayecto.

## Galería

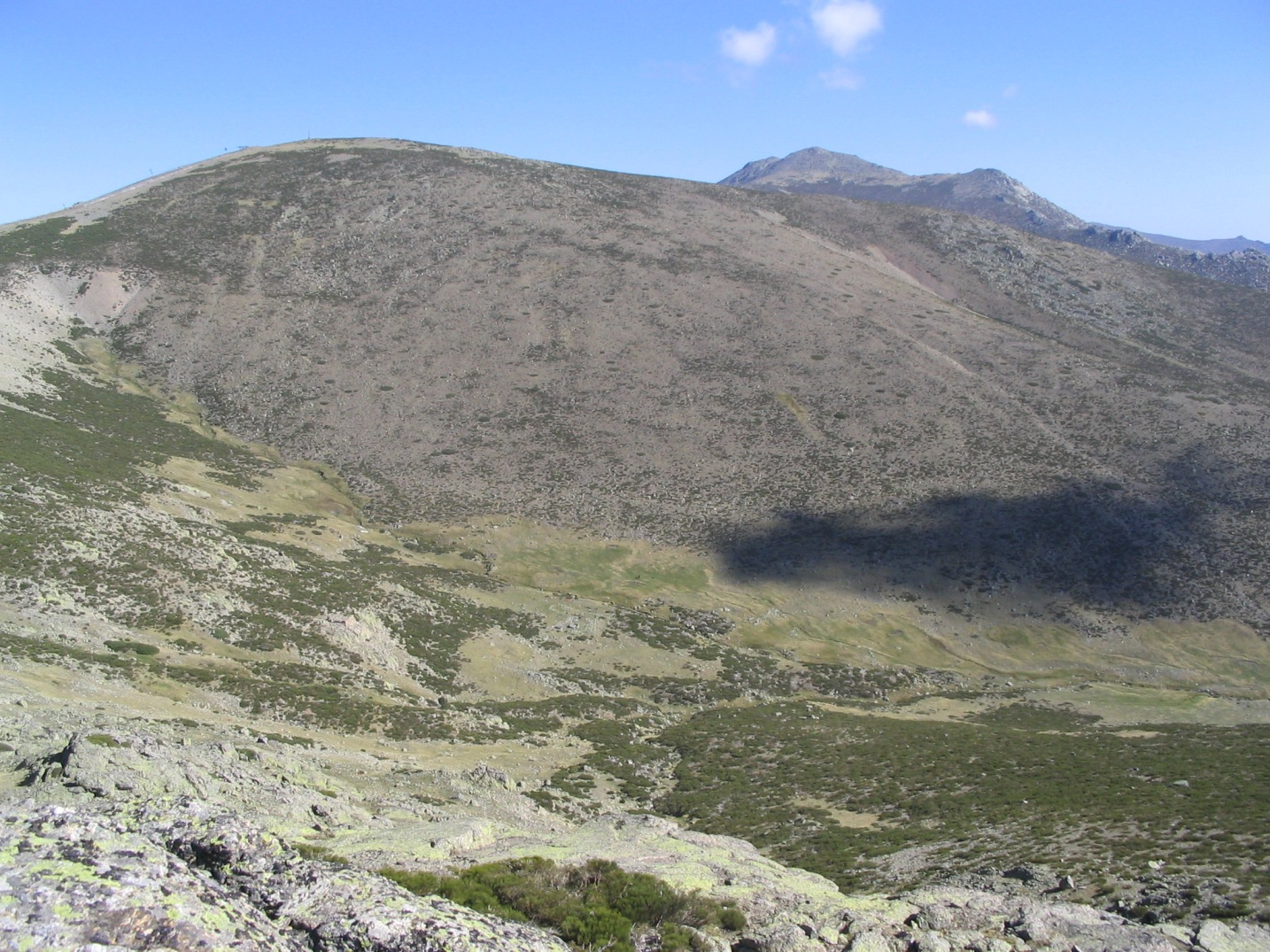
Vista de la vertiente suroeste del Cerro de Valdemartín. Tras esta montaña se ven las Cabezas de Hierro.
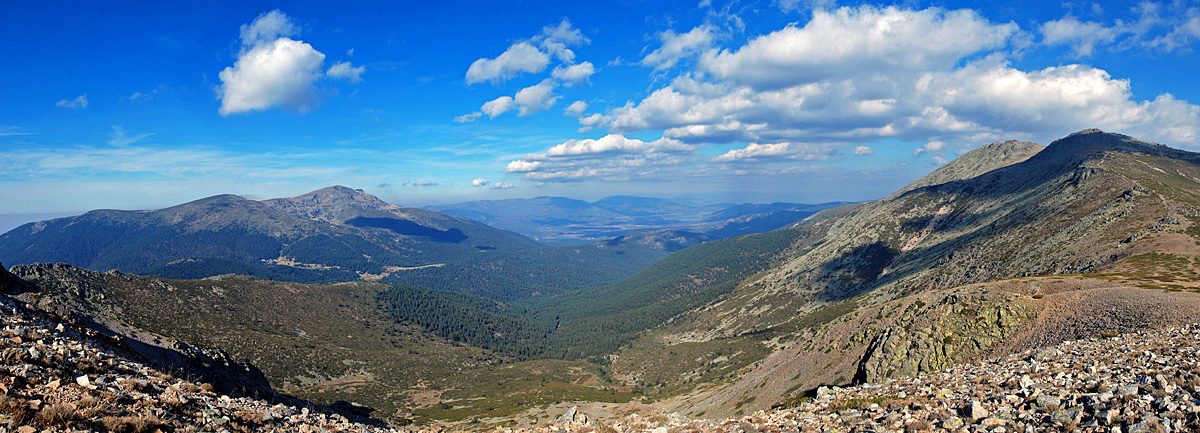
Valle del Lozoya desde el Cerro de Valdemartín.